# Stefan & Krister
Stefan & Krister är en duo bestående av komikerna Stefan Gerhardsson och Krister Classon (då Claesson). 
Paret började i Älvsered 1981 som trubadurer med bondkomiska visor på repertoaren, men övergick med åren alltmer till humor. Riksgenombrottet kom i och med revyuppsättningen Skåpbubblor (1988–1993, i Falkenberg), där de burleska figurerna Birger & Olvert skapades. 1993 respektive 1996 producerades Full Fräs, som blev deras första samarbete med TV4. 1995 byggdes Vallarnas friluftsteater i Falkenberg, som blev deras egen scenanläggning. Allt detta utan att någon av dem utbildat sig som skådespelare, regissör eller manusförfattare. (Flitigt återkommande skådespelare i duons föreställningar och filmer är bland andra Jojje Jönsson, Annika Andersson och Siw Carlsson.)
Efter tjugo år tillsammans valde Classon att dra sig tillbaka från teaterscenen och lade istället sin fokus på manus och regi av pjäser fram till sin pensionering 2011, men kunde också uppträda sporadiskt på scen (som vid sitt enmansnummer Bäst före?!, 2006). Pressen rapporterade att duon skulle återförenas i farsen Stulen kärlek 2019, med Classon som manusförfattare. Gerhardsson arbetade kvar på scenen, mestadels i Lars Classons folklustspel, regelbundet till och med 2022.
1999 släpptes boken 20 år under bältet: Den nakna sanningen om Stefan & Krister, skriven av Anders Wällhed, som bland annat inledningsvis regisserade duons videofilmer. Gerhardsson och Classon medverkade 2010 i TV-programmet De kallar oss roliga.

## Biografi
Stefan Gerhardsson och Krister Classon växte upp på drygt en mils avstånd från varandra, vid gränsen mellan Halland och Västergötland. Classon hade medverkat i dansbandet Bert Bennys, medan Gerhardsson arbetade som elektriker fram till 1985 och hade varit amatörmusiker sedan gymnasiet 1976. Deras första spelning tillsammans var på invigningen av Älvsereds hotell i februari 1981, då arrangören lät göra en duo efter att båda fått förfrågan men ingen av dem ville spela ensam. (Innan detta hade Classon hört talats om Gerhardsson.) Efteråt spelade de inledningsvis på lokala festligheter, med användning av eget material och gamla visor från trakten.
Sedan duons andra liveuppträdande (på ett lastbilsflak vid en hemvändarfest 1981 i Kalv, Krister Classons uppväxtort), då ett missöde av Gerhardsson ledde till att Classon skällde ut honom inför publiken som i sin tur verkade underhållas betydligt mer av detta än visorna, blev framgångarna avsevärt större när de därigenom fann sin stil. De började spela in skivor där visorna varvades med, iscensatt, gnabb och publiken växte alltjämt genom att materialet spelades upp i lokalradion. Den ökande publiktillströmningen blev också en stöttande faktor när ett motstånd från kulturnämnden i Falkenbergs kommun uppstod inför en kontroversiell spelning på visfestivalen i Sjönevad. Detta skedde efter att kulturnämnden uppfattade duons kulturellt syftade låttexter som pornografiska.
1983 anställdes duon till Sven Slättengrens revyverksamhet i Värnamo, och 1985 hade Gerhardsson och Classon bestämt sig för att satsa helt på livet som artister och komiker. De blev småföretagare genom att ett aktiebolag som bara inkluderade duon bildades. Under 1980-talet producerade de fem skivor. 1987 bildade de företaget Nöjespatrullen (som därifrån och fram till 1991 hette Produktionsgruppen i Halland) tillsammans med andra nöjesprofiler, artister och musiker för att kunna projektera utan behov av hjälp utifrån. Ett av de två första projekten blev revyn Skåpbubblor 1988, som inledningsvis var tilltänkt sju föreställningar men blev 19 – och av detta sattes nya årliga revyer upp fram till 1993, med Stefan & Krister på scen och Janne och Bosse Andersson som producenter, istället för att ha flera olika projekt igång som tanken var i början. Detta ledde till att endast duon och Anderssons blev kvar i företaget.
1988 bildade Gerhardsson och Classon bolaget Buskafilm för att spela in egna videofilmer, och efter fyra produktioner slöt de ett avtal med TV4 om att spela in sin första TV-serie vilken blev 1993 års upplaga av Full Fräs. Efter alla revyframgångar växte också Nöjespatrullen, och teamet kände ett behov av en egen scen. 1995 hyrde Nöjespatrullen en bit mark vid floden Ätran av Falkenbergs kommun, och byggde Vallarnas friluftsteater. Hemlighuset 1996 blev deras första folklustspel och kombinerades liksom följande folklustspel med turnéer runtom i landet. Krister Classon var delaktig i regin och manusen, som kom att bli hans huvuduppgift 2001–2011. Revyn 20 år under bältet som spelades in i Göteborg 2001 blev en "avskedsshow", och fokus lades framöver istället på folklustspelen på Vallarnas friluftsteater.
År 2000 övertog Nöjespatrullen driften av Lisebergsteatern, och börsnoterades på Göteborgs OTC-lista, efter att ha ingått samarbeten med exempelvis Bert Karlsson och Hasse Wallman. Efter fler företagssammanslagninger några år senare bytte Nöjespatrullen namn till 2Entertain och har därefter köpt upp ett stort antal scener och teatrar världen över.

## Teater och scen

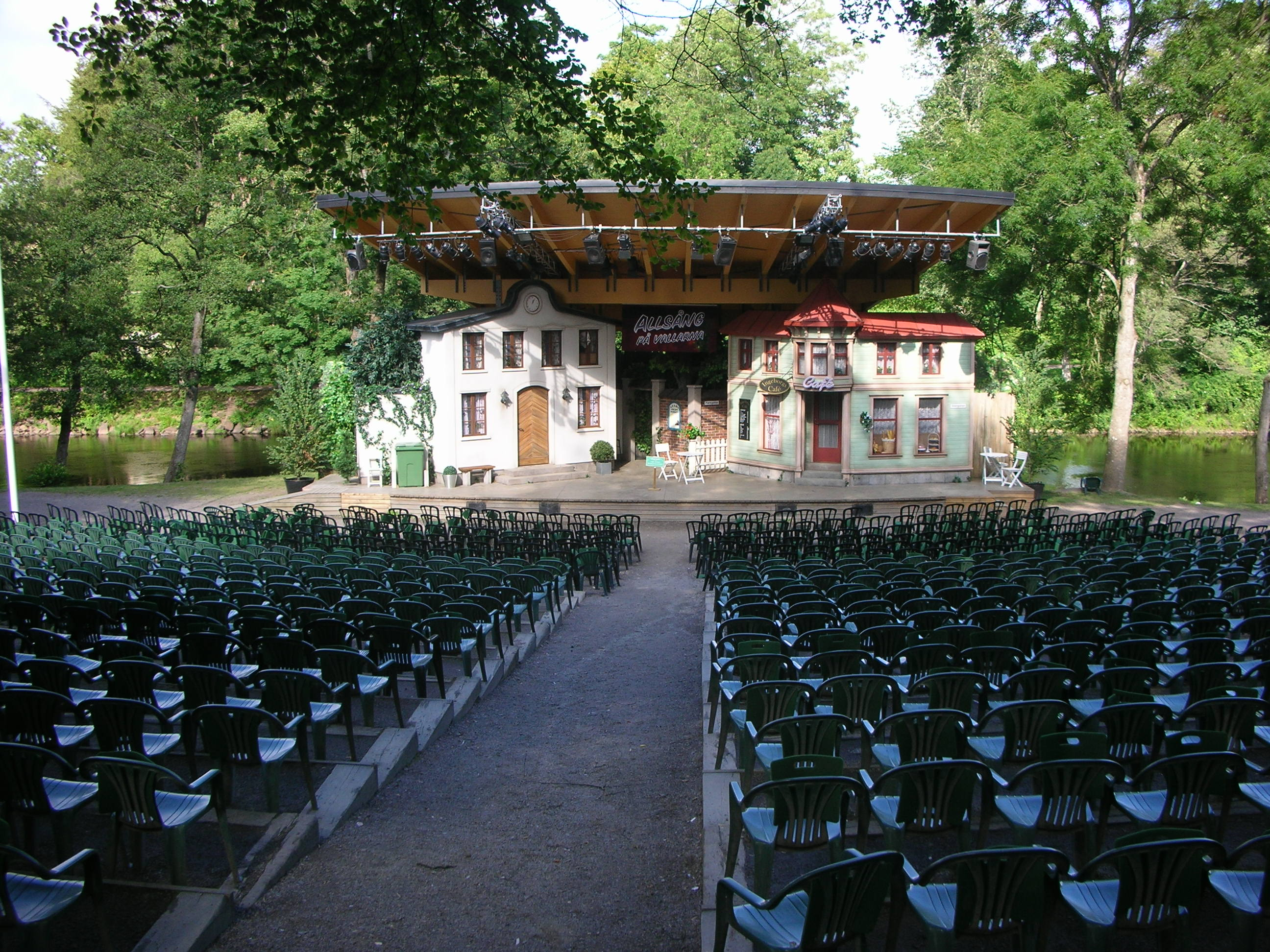
Vallarnas friluftsteater, med dekoration till farsen Virus i bataljonen (2009).

| - 1983–1987: Värnamorevyn - 1988–1993: Skåpbubblor - 1991–1995: Sommarbuskis - 1993 & 1996: Full fräs - 1994–1995: Festkväll på Björkgården - 1996: Hemlighuset - 1997: Bara Stefan & Krister bara - 1997: Hemvärn & påssjuka - 1997: Ett gott skratt på Björkgården - 1998: Där fick du! - 1999: Bröstsim & gubbsjuka - 2001: 20 år under bältet | - 2001: Snålvatten och jäkelskap - 2002: Bröllop och jäkelskap - 2003: Barnaskrik och jäkelskap - 2004: Två bröder emellan - 2005: Två ägg i högklackat - 2006: Brännvin och fågelholkar - 2007: Hemsöborna – Väldigt fritt efter Strindberg - 2008: Solsting och snésprång - 2009: Virus i bataljonen - 2009: Scen Sommarbuskis - 2010: En mor till salu - 2011: Pang på pensionatet - 2012: Campa i klaveret - 2013: Livat i parken | - 2014: Brännvin i kikar'n - 2015: Bröllop i kikar'n - 2016: Jäkelskap i kikar'n - 2017: Soldat Fabian Bom - 2018: Pilsner & penseldrag - 2019: Stulen kärlek - 2020: Inställt (på grund av Covid-19-pandemin) - 2021: Sommarbuskis - 2022: Alla tiders Åsa-Nisse - 2023: Skrot, hopp och kärlek |

Notering: Folklustspelen från 2001 och framåt räknas mest upp som någon form av samarbete med duon som varumärke, då Gerhardsson eller Classon vissa år ej medverkat personligen.

## Produkter
Alla teater-/scenföreställningar ovan utom Värnamorevyn, Skåpbubblor och Festkväll (samt Ett gott skratt) på Björkgården har släppts på köpvideokassett och/eller DVD (vanligen året närmast efter produktion och turné-avslut), och flertalet har visats på TV i samarbete med TV4. De fyra första uppsättningarna till Vallarnas friluftsteater spelades in i studio. Den andra av dem, Hemvärn & påssjuka (1997), släpptes på filmmarknaden först den 10 juni 2009 (på DVD). Glesbygds-komedifilmerna Hemkört (1990), Bakhalt (1991) och inslag i När dä va' då! (1989) skapades som utvecklingsmaterial efter att duon medverkat i en utbildningsvideo för ett lastbilsåkeri där rollfigurerna "Ragnar" och "Folke" uppstod.

### TV-serier
- 1996: Full fräs
- 1998: Full frys

### Specialutgåvor
- 1999: Birger & Olvert – Gräjtest Hits
- 2009: Dag-Otto: Bäst of
- 2010: Dag-Otto med vänner
- 2010: Buskis från Vallarna ("favoriternas favoriter", intervjuer)
- 2019: Nästan en halvmeter buskis (28 samlade produktioner på DVD, i en nästan 50 cm lång rektangulär kartong)

### LP/CD
| - 1982: Rätt som de va - 1982: Ett rackarns levande i skepparstugan - 1984: Allt retar dä nån - 1986: Var å en skäms för sett - 1987: VM-låten - 1988: Mä bägge föttera på jorda | - 1992: Fem utvalda melodier ur Skåpbubblor - 1992: Våra roligaste låtar - 1993: Sex melodier ur Skåpbubblor - 1996: Blända av till Halvljus - 1997–1998: Ett gott skratt på Björkgården |